# Kinezogalumna calcicola
Kinezogalumna calcicola är en kvalsterart som beskrevs av Aoki och Hu 1993. Kinezogalumna calcicola ingår i släktet Kinezogalumna och familjen Galumnidae. Inga underarter finns listade i Catalogue of Life.